# ラプソディ第1番 (バルトーク)
ラプソディ第1番 Sz. 86、87及び88、BB94は、バルトーク・ベーラがはじめ1928年にヴァイオリンとピアノのために作曲したヴィルトゥオーゾ作品であり、その後1929年に作曲者自身によりヴァイオリンと管弦楽のため、またチェロとピアノのために編曲された楽曲。曲はハンガリーのヴァイオリニストでバルトークの近しい友人であったヨーゼフ・シゲティに献呈されている。シゲティは1929年11月1日、ケーニヒスベルクにてヘルマン・シェルヘンの指揮により本作の管弦楽版を初演している。

## 概要
この第1番と第2番のラプソディは委嘱によらないバルトークの純粋に個人的な理由で書かれたものであるらしく、2作品の存在はいずれも書き上がるまで誰にも知らされなかった。バルトークは1928年8月26日付で母親に送った手紙で「ピアノとヴァイオリンのための12分ほどの曲を書きました」と作曲完了を報告しており、研究家たちはこれがラプソディ第1番のピアノ伴奏版の存在を初めて明らかにしたものと考えている。
ヴァイオリニストのセーケイ・ゾルターンによると、1928年のある日バルトークと会った彼は、ちょっとした会話の後で突然サプライズがあると告げられたのだという。2つのラプソディの原稿が出来上がっていて、まだ誰にも見せたことがないというのである。「ひとつは貴方のため、もうひとつはシゲティのためです。」とバルトークは言った。「献呈して欲しい方を選んで構いませんよ。」セーケイは第2番のラプソディを選んだがすぐにこう付け加えた。「第1番のラプソディはもうシゲティに捧げられてしまったという意味ではないですからね！」
2つのラプソディは農夫の歌を素材とした作曲法の好例となっている。これはバルトークの述べるところでは、既存の旋律をとってそこへ伴奏に加えて導入部や終結部を付け足すなどするのであるが、新しく作曲された箇所は目立たせるべき民謡素材と決して競合することのないよう、副次的役割へ厳に抑え込まれる。このことは「民族舞踊」と副題が付けられていた初期稿の楽譜で認められる。バルトークの狙いは東欧のフィドル演奏の様式をそっくり西側の演奏会の文脈に移植することで、素材となった民謡の録音で披露されている演奏者の即興的な要素まで楽譜に忠実に落とし込んでいる。この計画を推し進めるため、彼はシゲティに対して実際に編曲に用いたその録音を聴くことを要求している。ラプソディは緩-急（lassú—friss）の楽章が対になった人気の高いハンガリーのダンス音楽ヴェルブンコシュを用いているが、1904年のピアノのためのラプソディがこの先例となっているほか、後の1938年に『コントラスツ』の第1楽章で再び採用することになる。作曲者自身により両ラプソディの各楽章は独立に演奏してもよいとされている。急速な第2楽章だけでなく、より厳粛な緩徐楽章にもそれは適用される。

## 楽曲構成

### 第1楽章
コーダ付きの三部形式。ヴァイオリンの上昇音階で開始する主要主題には特徴的な付点のリズムなど、ジプシーの影響が多分に盛り込まれている。これはトランシルヴァニア地方ムレシュ県に由来するルーマニアのフィドル曲である。ト音を起点とするリディア旋法によっており、持続低音のような伴奏が付けられている。第3部で再現される際はハ調へ移調されている。対照的な中間部は悲しげな音楽となっており、長短のフィギュレーションが特徴である。これが2つのラプソディの中で唯一のハンガリーの旋律で、ヴィカール・ベーラが録音した『Árvátfalvaの嘆き』というトランシルヴァニア地方のフィドル曲である。バルトークはそれを基に元のハンガリー民謡風のリズム、そしてジプシーによりリズムが変奏された旋律をつなぎ合わせて編曲を行っている。コーダでは簡潔にこの嘆きの旋律を回想し、「少し休んで次の楽章へ続く」（Fermata breve; poi attacca）。

### 第2楽章
構成上は数珠つなぎ状の形式になっており、全体を通じて速度が上がっていくことを除いて「構造や統一性を生み出すようなことは何もせずに」5つの独立した旋律が連続することが特色となっている。華麗な雰囲気をまとっており、極めて技巧的で活発な舞踏の旋律群が示しだされる。
出版譜においてバルトークは2種類の終結部を用意している。第1のバージョンは第1楽章の主要主題を原調であるト調のリディア旋法で回想し、10小節から成るカデンツァ風の装飾楽句で終了となる。第2のバージョンはより短いもので、前楽章の素材は再現されずに第2楽章の最初に置かれたホ長調の主題がイ長調に移調されて用いられる。第2楽章単独での演奏の場合は短い方の終結部を選択することが必須となる。